# Chiropodomys calamianensis
Chiropodomys calamianensis — вид деревних гризунів родини Muridae. Він відомий з низинних лісів поблизу рівня моря, кокосових гаїв і бамбукових заростей на Філіппінах. Був зареєстрований на островах Балабак, Бусуанга, Палаван, Думаран і Калауіт.

## Опис
Дрібний гризун з довжиною голови й тулуба від 109 до 122 мм, довжиною хвоста від 140 до 171 мм, довжиною лапи від 24 до 26 мм, довжиною вух від 15 до 19 мм і вага до 52 г. Верхня частина варіює від темно-жовтувато-коричневого до яскраво-помаранчево-коричневого, горло, груди та область паху іноді білі, тоді як черевні частини змінюються від світло-кремового до світло-помаранчевого. По боках дві частини розділяє вохрова смуга. Ноги білі. Хвіст рівномірно темно-коричневий з кінцевим пучком довгих волосків.

## Поведінка
Це нічний і деревний вид.